# Chiesa di Santa Maria Assunta (Ebbs)
La chiesa di Santa Maria Assunta (in tedesco Pfarrkirche Maria Himmelfahrt), anche nota come cattedrale di Ebbs, è la parrocchiale di Ebbs, comune austriaco nel distretto di Kufstein del Tirolo austriaco. Appartiene all'arcidiocesi di Salisburgo e risale al XVIII secolo.

## Storia

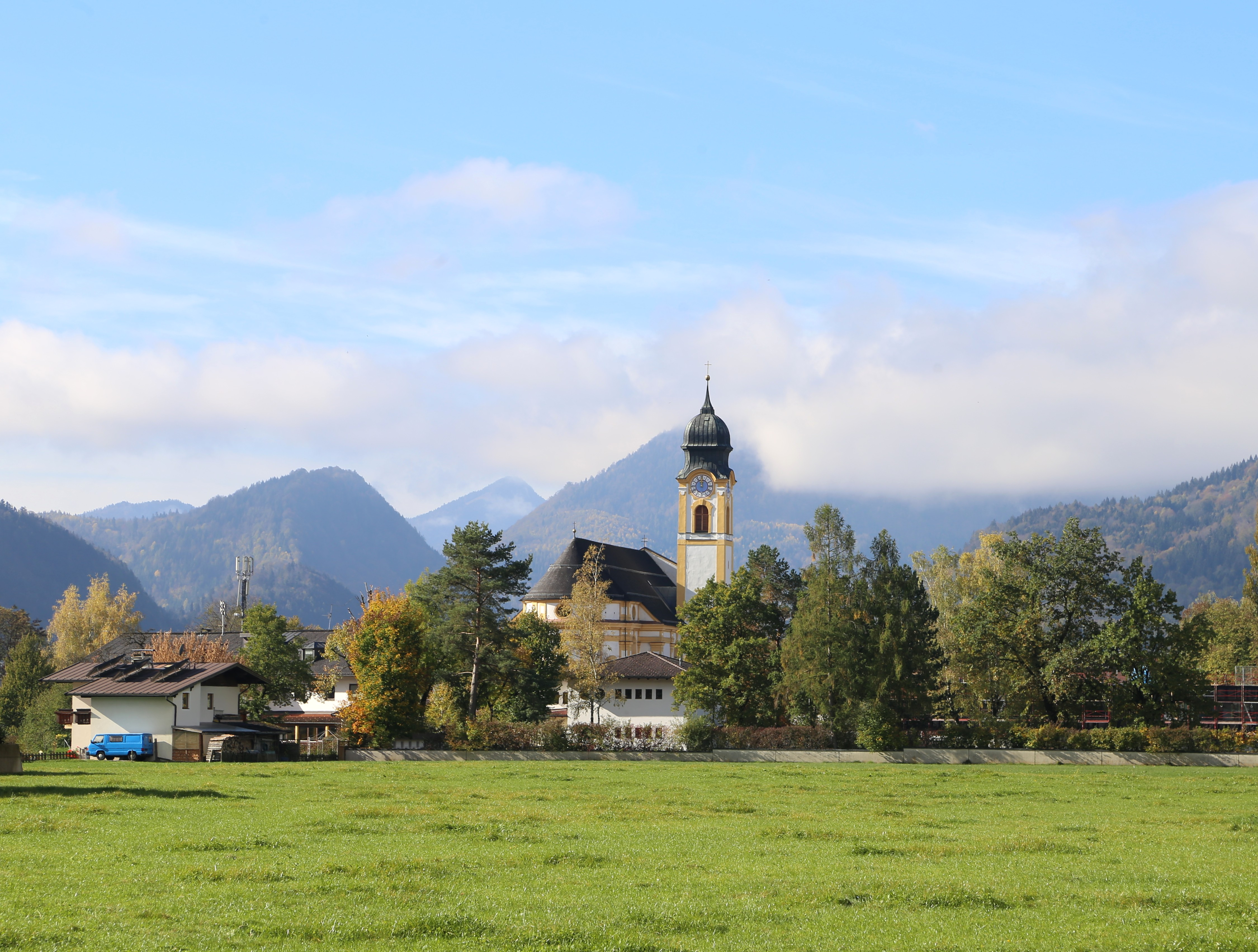
Torre campanaria e chiesa di Santa Maria Assunta come appaiono nel panorama di Ebbs.

La costruzione della chiesa avvenne attorno alla metà del XVIII secolo e si deve al capomastro bavarese Abraham Millauer.
Alla sua edificazione è legata ad una leggenda popolare secondo la quale una provvidenziale frana fece scendere a valle i blocchi di roccia che erano necessari per ultimare i lavori.

## Descrizione
La chiesa parrocchiale è posizionata nel centro dell'abitato di Ebbs, non lontano dalla città Kufstein ed è dedicata all'Assunzione di Maria.
Viene considerata una delle più belle chiese barocche del Tirolo ed è arricchita, all'interno, da decorazioni opera di Joseph Adam von Mölk che narrano i principali episodi della vita della Madonna sino al momento della sua Ascensione.
L'importante altare maggiore dorato, opera di Josef Martin Lengauer, conserva la preziosa Beata Madre, la statua lignea risalente al XV secolo che raffigura la Madonna con Bambino. Tale statua è stata oggetto di culto per secoli ed è stata con ogni probabilità trasferita in questa seda dalla precedente chiesa di Ebbs.